# Вреден, Эдмунд Романович
 Эдмунд Романович Вреден  (нем. Edmund Karl Wreden; 1836 ? — 1891) — российский экономист, заслуженный профессор Петербургского университета по кафедре политической экономии, действительный статский советник. Брат химика Феликса Вредена.

## Биография
Родился в Риге. Источники дату рождения относят к 1835 году, однако есть информация о его рождении 22 августа 1836 года.
Его отец, преподававший в Риге, переехал в Санкт-Петербург и его сыновья среднее образование получали в Ларинской гимназии. Эдмунд её не окончил, поскольку перешёл в Главный педагогический институт и после прохождения там полного курса в 1856 году был определён учителем истории, статистики и политической экономии в Полоцкий кадетский корпус, затем был переведён в Павловский кадетский корпус для преподавания там тех же наук.
В 1866 году за сочинение «Государствоведение Сансовино и всемирные реляции Ботеро» был удостоен учёной степени магистра политической экономии и начал чтение лекции в Санкт-Петербургском университете в звании приват-доцента; с 1868 года — доцент. В 1870 году защитил докторскую диссертацию и стал читать курсы «История развития экономических учений» и «Теория государственного кредита». С 1873 года — в звании экстраординарного профессора Санкт-Петербургского университета; с 1880 года — ординарный профессор, с 1891 — заслуженный профессор.
Преподавал также политэкономию, статистику и теорию государственного кредита в Горном институте и Институте инженеров путей сообщения, коммерческом и Павловском училищах.
Был возведён 26 декабря 1877 года в чин действительного статского советника.
Умер 21 июля (2 августа) 1891 года в Свислоче Гродненской губернии.

## Научная деятельность
Э. Р. Вреден относил себя к классической школе А. Смита. Прибыль он рассматривал как оплату риска, связанного с предпринимательством. Земельную ренту представлял как результат исключительно условий сбыта. При этом выступал как сторонник ограниченного вмешательства государства в регулирование процессов производства, в частности он поддерживал идею обязательного принудительного страхования рабочих, установления минимальной заработной платы и др.

### Сочинения
- Учебник древней истории в очерках быта народов и жизнеописаниях замечательных людей / Сост. Э. Вреден. — 2-е изд., испр. и доп. — СПб.: тип. д-ра М. Хана, 1863. — 231 с.
- Очерки из древней истории: (Для воен.-учеб. заведений, курс. 2 общ. кл.) / Сост. Э. Вреден, преп. полит. наук при Павл. кадет. корпусе. — СПб.: тип. Б-ки мед. наук д-ра М. Хана, 1862—1863
- Государствоведение Сансовино и всемирные реляции Ботеро. — СПб.: тип. Имп. Акад. наук, 1866. — 169 с. (магистерская диссертация)
- Учебные записки по статистике: Курс ст. кл. воен. уч-щ / Сост. Э. Вреден. — СПб.: тип. К. Вульфа, 1867. — 192 с.
- Страховые артели и долевая рабочая плата. — СПб.: тип. В. Безобразова и К°, 1870. — 363 с. (докторская диссертация)
- Финансовый кредит. Ч. 1. — СПб.: тип. В. Демакова, 1871. — 370 с.
- Строй экономических предприятий: Исслед. морфологии хоз. оборотов по поводу проекта нового положения об акц. о-вах / Э. Вреден — СПб.: тип. К. В. Трубникова, 1873. — [2], X, 291 с.
- Курс политической экономии : Сост. Э. Вреден, на основании лекций, чит. в Имп. С.-Петерб. ун-те в 1873-74 г. — СПб.: тип. и лит. кн. В. Оболенского, 1874. — 679 с.
  - 2-е переработ. изд. — СПб.: тип. М. М. Стасюлевича, 1880. — XVI, 596 с.
- Начальный учебник политической экономии / Сост. Э. Вреден — СПб.: тип. М. Стасюлевича, 1876. — [2], X, 186 с.
- Конспект по «Курсу политической экономии» / [Соч.] Э. Вредена, орд. проф. Имп. С.-Петерб. ун-та. — СПб.: Н. Г. Мартынов, 1890. — 80 с.